# Monster Strike
 (janvier 2016).
Si vous disposez d'ouvrages ou d'articles de référence ou si vous connaissez des sites web de qualité traitant du thème abordé ici, merci de compléter l'article en donnant les références utiles à sa vérifiabilité et en les liant à la section « Notes et références ».
Monster Strike (japonais : モンスターストライク Monsutā Sutoraiku) est un jeu vidéo de physique avec des éléments de RPG, jeu de stratégie et multijoueur coopératif. Il est développé par Mixi pour les plateformes iOS et Android. Le jeu a été co-créé par Yoshiki Okamoto. Au Japon, son nom est souvent abrégé en Monst (モンスト Monsuto). En juin 30, 2015, le jeu a des revenus quotidiens de 4,2 millions $. Un RPG plus classique de Monster Strike a été publié pour la Nintendo 3DS en décembre 2015.
Un film d'animation Monster Strike : Sora no Kanata est sorti en 2018.